# Antonio Lang
Pour les articles homonymes, voir Lang.
 (octobre 2019).
Si vous disposez d'ouvrages ou d'articles de référence ou si vous connaissez des sites web de qualité traitant du thème abordé ici, merci de compléter l'article en donnant les références utiles à sa vérifiabilité et en les liant à la section « Notes et références ».
Antonio Maurice Lang, né le 15 mai 1972 à Columbia en Caroline du Sud, est un joueur puis entraîneur américain de basket-ball. Pendant sa carrière de joueur, il évolue au poste d'ailier.